# أنتوني ماك أوليف
أنتوني ماك أوليف (بالإنجليزية: Anthony McAuliffe)‏ هو جندي أمريكي، ولد في 2 يوليو 1898 في واشنطن العاصمة في الولايات المتحدة، وتوفي بنفس المكان في 11 أغسطس 1975.

## وصلات خارجية
- أنتوني ماك أوليف على موقع الموسوعة البريطانية (الإنجليزية)
- أنتوني ماك أوليف على موقع مونزينجر (الألمانية)